# 郭颂
郭颂（1931年—2016年5月19日），本名郭增发，辽宁沈阳人，中华人民共和国男高音歌唱家。曾任黑龙江歌舞剧院名誉院长，中国文联第四届委员，中国音乐家协会第三、四届理事，中国音乐家协会黑龙江省分会副主席，第三届全国人大代表，第五、六、七届黑龙江省人大常委会委员。

## 生平
1931年，郭颂生于沈阳一个贫困家庭。父亲喜爱吹箫，哥哥喜欢演唱戏曲段子。郭颂在京剧、大回落子、唐山驴皮影、二人转、单弦、大进等戏曲、曲艺熏陶下长大。在沈阳市大东区辽沈街第一小学学习，一位姓常的老师发现了郭颂的音乐天赋。后来，郭颂随全家迁居黑龙江省。中学时代，郭颂被老师安排独唱、担任大合唱指挥。1950年毕业后，破例留在鹤岗高级职业学校任音乐教师。
郭颂本名郭增发，据说在一次演唱《黄河颂》时，经朋友建议改名为郭颂。当年一批到鹤岗演出的专业艺术家在听郭颂演唱后，很欣赏他，要把郭颂调到省里。1953年郭颂正式调入松江鲁艺文工团担任独唱演员，随俄籍女高音歌唱家阿恰依学习声乐。1953年，在东北三省音乐舞蹈汇演中，郭颂演唱的由他整理、改编的《丢戒指》等东北民歌受到马可、李劫夫等人肯定。1956年第一届全国音乐周上，郭颂以东北民歌《丢戒指》轰动整个音乐周，在后台他结识了歌唱家王昆，王昆告诉他：“你的歌很有特色，有这么强烈的民众反响，真是不简单，以后你一定要走这条路……”在全国音乐舞蹈汇演中，他演唱了经他改编的东北民歌《看秧歌》。
郭颂对中国歌唱艺术的最大贡献是将东北民歌介绍给全中国人民。东北民歌大部分是由曲艺、小戏和二人转构成，郭颂将之变成歌曲，并唱出了新社会的面貌。特别是《新货郎》这首歌，声音及味道不拘泥于二人转，给人很豁朗的感觉。他还深入民间搜集整理了很多民歌。1960年代，他的《乌苏里船歌》在中国广为传唱，奠定了郭颂作为东北民歌之王的地位。
2016年5月19日，郭颂在北京中国人民解放军第三〇五医院病逝，享年85岁。

## 作品
郭颂以演唱东北民歌著称，创作、演唱了《新货郎》、《乌苏里船歌》、《我爱这些年轻人》、《看秧歌》、《丢戒指》、《越走越亮堂》、《串门》、《甜透了咱心窝》、《山水醉了咱赫哲人》、《笑开了满脸花皱纹》等50余首作品。《乌苏里船歌》被联合国教科文组织选为亚洲声乐教材。